# Anacanthobatidae
Anacanthobatidae – rodzina ryb chrzęstnoszkieletowych z rzędu rajokształtnych (Rajiformes).

## Rozmieszczenie geograficzne
Do rodziny należą gatunki występujące w wodach północno-zachodniego Oceanu Atlantyckiego, południowego Oceanu Indyjskiego i zachodniego Oceanu Spokojnego.

## Podział systematyczny
Do rodziny należą następujące rodzaje:
- Anacanthobatis von Bonde & Swart, 1923 – jedynym przedstawicielem jest Anacanthobatis marmorata (von Bonde & Swart, 1923)
- Indobatis Weigmann, Stehmann & Thiel, 2014 – jedynym przedstawicielem jest Indobatis ori (Wallace, 1967)
- Schroederobatis Hulley, 1973 – jedynym przedstawicielem jest Schroederobatis americana (Bigelow & Schroeder, 1962)
- Sinobatis Hulley, 1973
- Springeria Bigelow & Schroeder, 1951